# Mercedes-Benz W29
Mercedes-Benz 500 K/540 K är en personbil, tillverkad av den tyska biltillverkaren Mercedes-Benz mellan 1934 och 1939.

## W29 500 K (1934-36)
På Berlin-salongen 1934 presenterade Mercedes-Benz sin nya "motorvägskryssare" 500 K. Bilen var en vidareutveckling av företrädaren 380, med större motor och högre toppfart. Formgivningen var avsedd att framhäva den långa motorhuven och trots storleken blev det inte på mycket plats över för passagerare och bagage.
Bilen fanns i tre varianter:
- Normal hjulbas, avsedd för fyrsitsiga karosser.
- Normal hjulbas, med tillbakaflyttad kylarmaskering, motor och växellåda. På så sätt såg motorhuven ännu längre ut och bilen var avsedd för tvåsitsiga karosser.
- Kort hjulbas, avsedd för tvåsitsiga karosser. Den här varianten är mycket ovanlig och byggdes bara i några enstaka exemplar.

## W29 540 K (1936-39)
Hösten 1936 avlöste 540 K, med större motor. Den första tiden såldes alla tre varianter som tidigare, men från 1938 fick bilarna mer strömlinjeformade karosser och då försvann varianten med tillbakaflyttad motor. Tillverkningen upphörde i samband med krigsutbrottet, men karosserna tog ytterligare några månader att bygga och de sista bilarna levererades till kund 1940.
Mercedes-Benz hade fullt körbara prototyper klara 1939 för en efterträdare kallad 580 K, med ytterligare större motor. Men Adolf Hitler hade andra planer och den nya bilen kom aldrig ut på vägarna.

## W24 540 K (1936, 1944)
I mitten av trettiotalet arbetade Mercedes-Benz på en efterträdare till sina lyxvagnar 500 och 770. När Tyska rikskansliet beställde tre öppna paradvagnar använde man dessa prototyper som bas. Bilarna fick 540-motorer och kallades 540 K lang, men hade i övrigt inget gemensamt med 540-serien och fick sin egen internbeteckning W24. Hjulupphängningen anpassades till den tunga karossen, med stel framaxel och De Dion-axel bak. Bilarna levererades hösten 1936.
Efter attentatet i Prag 1942, då Reinhard Heydrich sköts ned i sin öppna bil fick tyskarna kalla fötter och beställde 40 bepansrade bilar av Mercedes-Benz, för att bättre skydda sina högsta företrädare i de ockuperade länderna. Ordern fördelades på 20 st 770 och 20 st 540 K. Mercedes-Benz fick fram 20 chassin tillverkade före krigsutbrottet och försåg dessa med skottsäkra, täckta karosser. Bilarna räknades till specialserien W24 och levererades i början av 1944.

## Motor
| Modell | Motor                   | Cylindervolym | Effekt     | Bränslesystem               |
| ------ | ----------------------- | ------------- | ---------- | --------------------------- |
| 500 K  | M24: 8-cyl radmotor ohv | 5018 cm³      | 100/160 hk | Enkel förgasare, kompressor |
| 540 K  | M24: 8-cyl radmotor ohv | 5401 cm³      | 115/180 hk | Enkel förgasare, kompressor |

## Tillverkning
| Modell    | Antal |
| --------- | ----- |
| W29 500 K | 354   |
| W29 540 K | 406   |

## Bilder

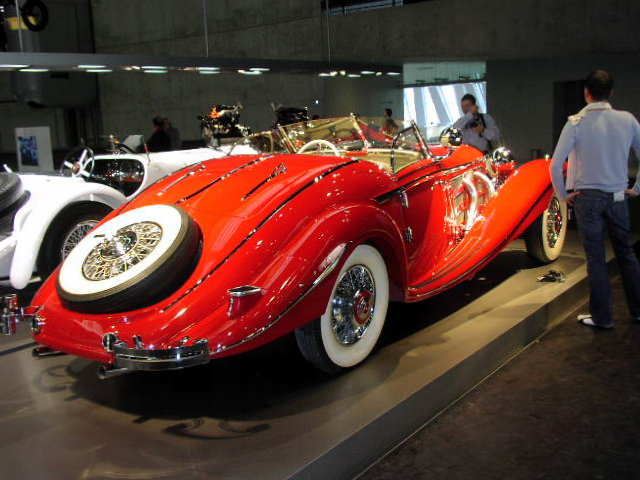
Roadster
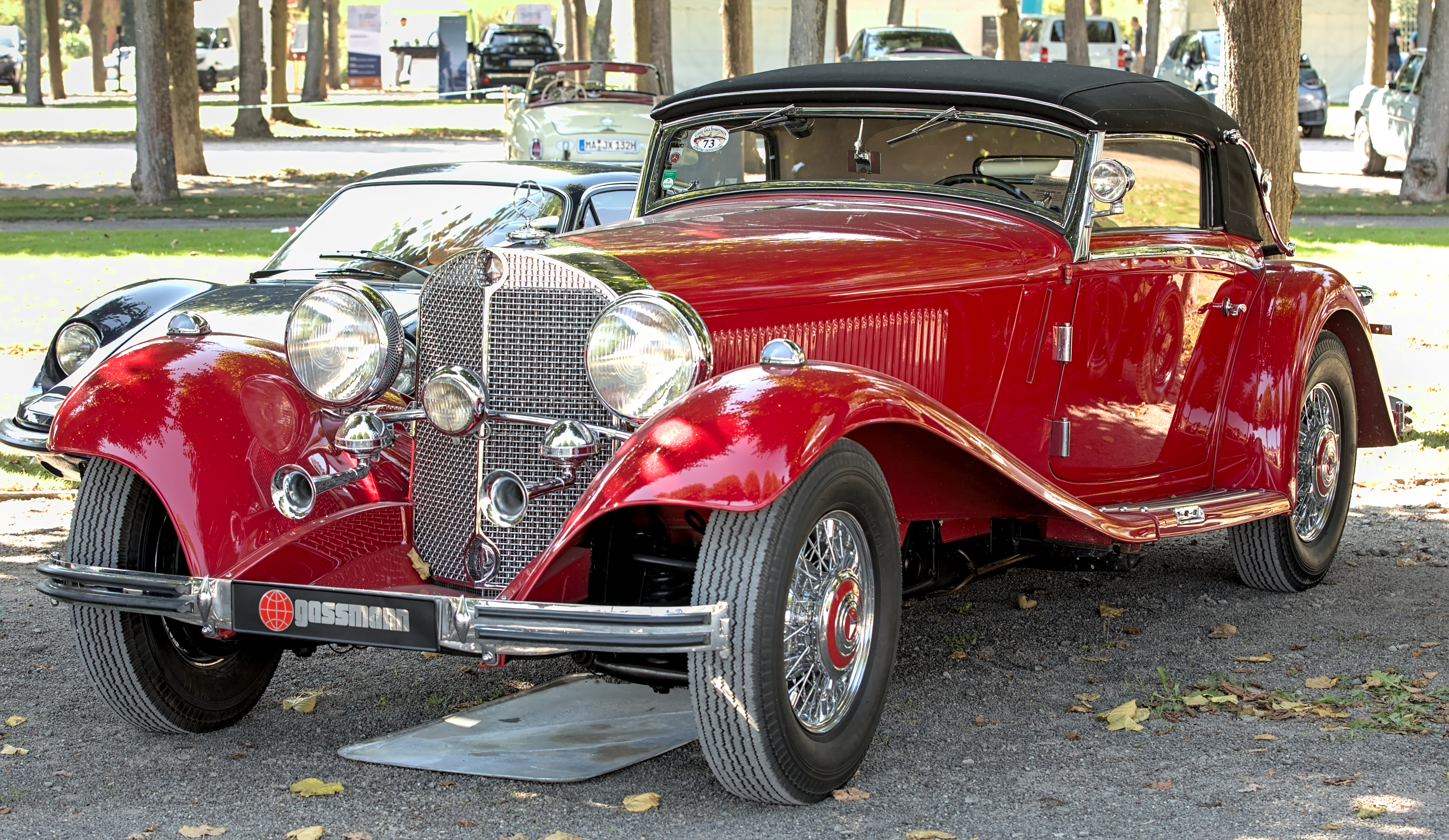
Cabriolet A
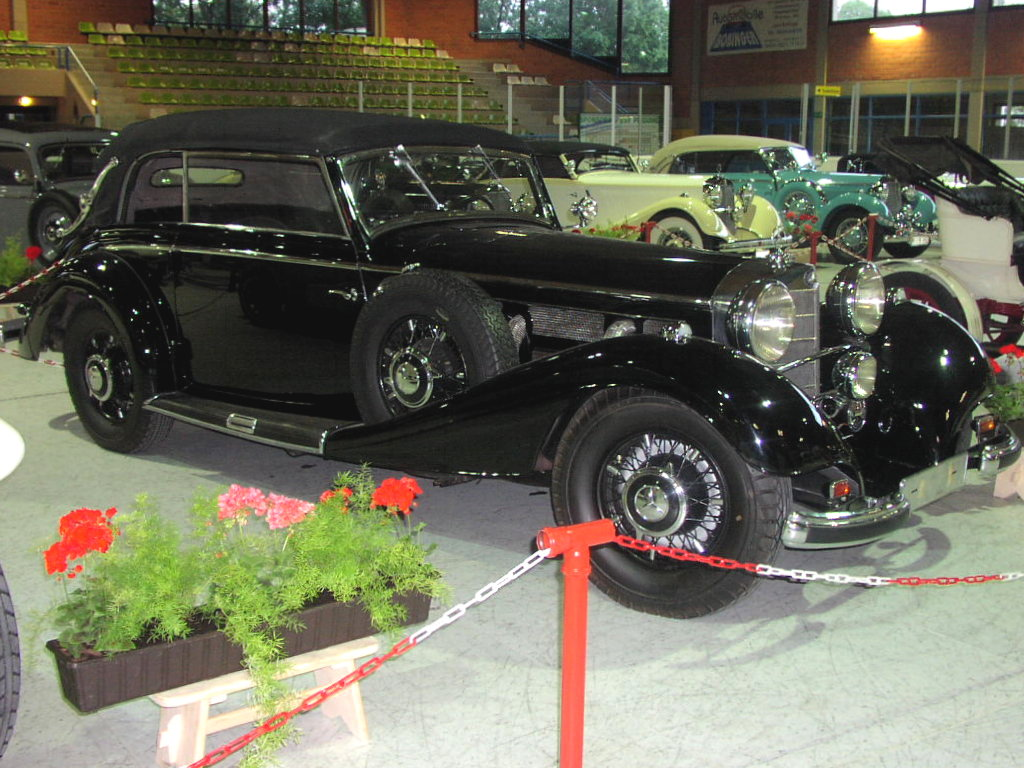
Cabriolet B
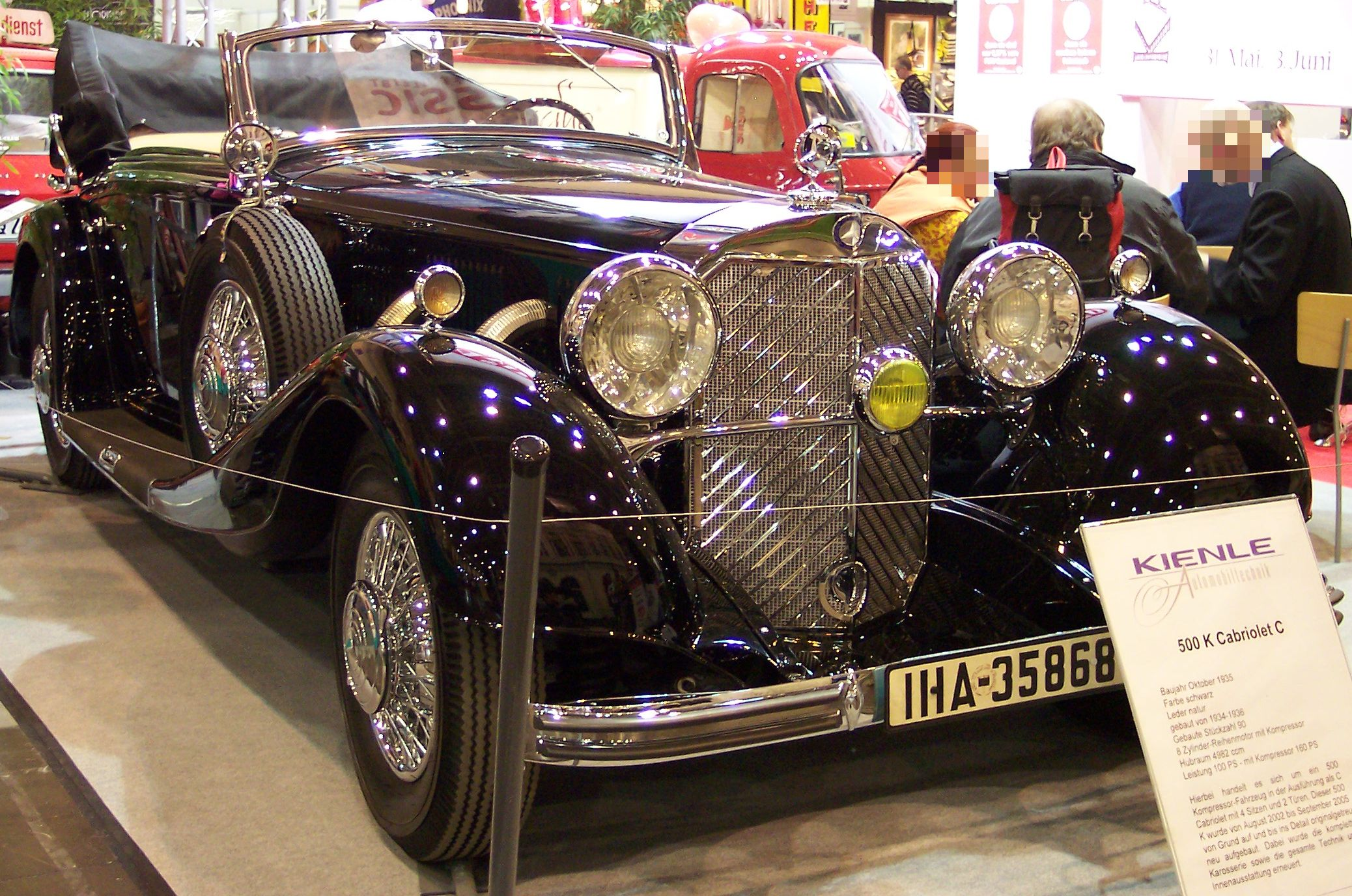
Cabriolet C
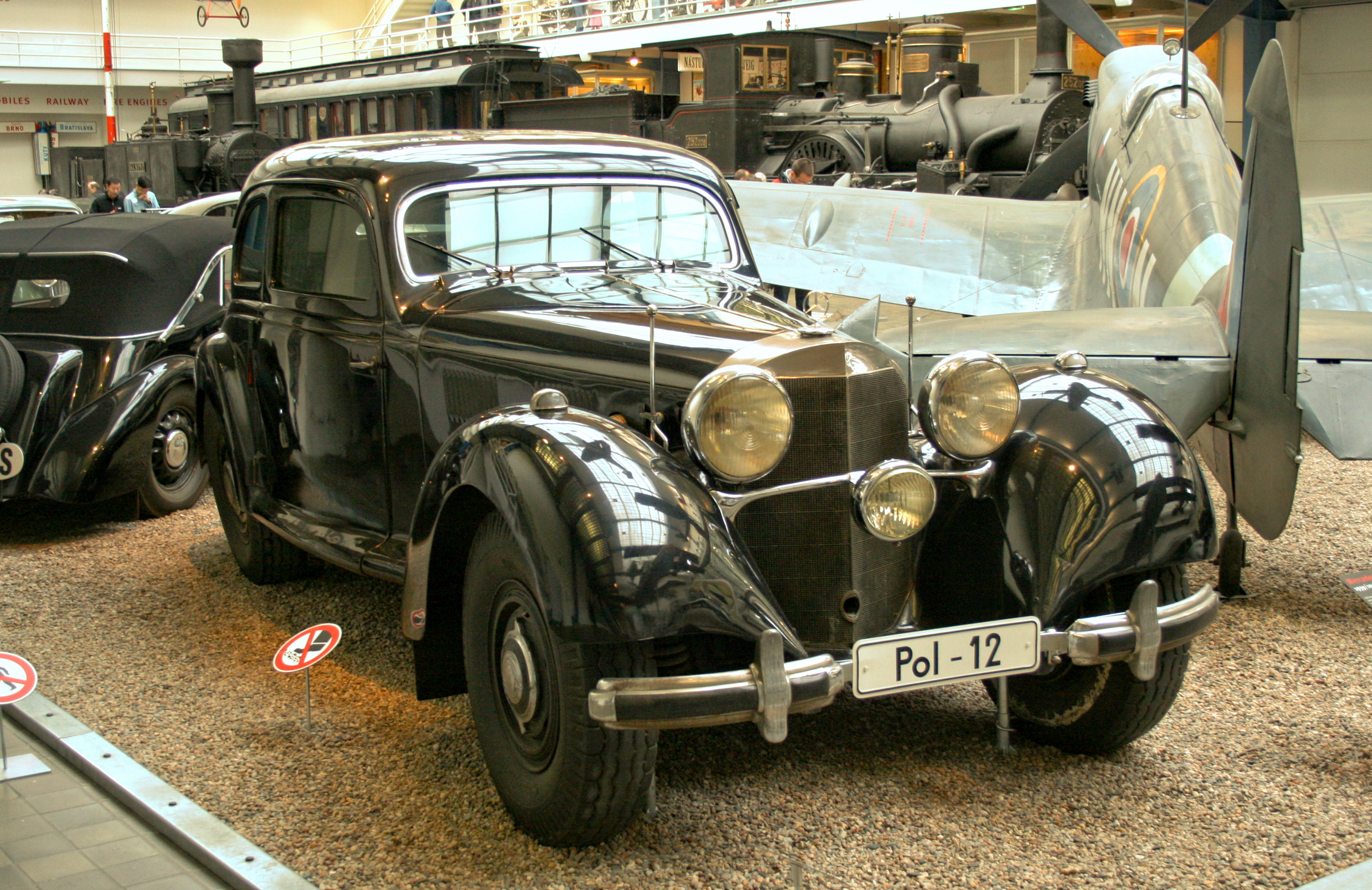
W24 sedan